# Portrait de Philippe-Laurent de Joubert
Le Portrait de Philippe-Laurent de Joubert est un tableau peint par Jacques-Louis David, dont la date inconnue est évaluée selon Antoine Schnapper entre 1790 et 1792 (le modèle étant mort le 30 mars 1792). Le tableau inachevé, appartient à la période révolutionnaire du peintre, et est à rapprocher par son état et son style, de ses deux autres portraits inachevés de madame Trudaine et de madame Pastoret. Le tableau fait partie des collections du musée Fabre de Montpellier.